# Mehrwortbenennung
Eine Mehrwortbenennung ist eine Benennung durch mindestens zwei getrennt geschriebene Wörter. Die Mehrwortbenennung findet sich insbesondere in den unterschiedlichen Fachsprachen und deren jeweiligen Terminologien, daher existiert auch die Bezeichnung Mehrwortterminus. Das sprachwissenschaftliche Fachwort Mehrwortbenennung dient bei der Beschäftigung mit Terminologien als Abgrenzung zu Einwortbenennung. Freie Fügungen, also Wortgruppen ohne fachsprachliche oder terminologische Sonderbedeutung, werden nicht zu den Mehrwortbenennungen gezählt.

## Einwort- und Mehrwortbenennungen
Einwortbenennungen existieren als:
- Simplizia (Stammwörter), beispielsweise: Schalter, Taster, Griff[1]
- Komposita (zusammengesetzte Wörter), beispielsweise: Schraubstock, Rolltreppe, Fahrstuhl[1]
- Derivate (abgeleitete Wörter), beispielsweise: Verbindung, Zähigkeit, Umzäunung[1]

Das Abgrenzungsmerkmal der Mehrwortbenennung gegenüber einer zusammengesetzten Einwortbenennung (Kompositum) ist die Trennung der Benennungsteile durch Leerzeichen. Die getrennt geschriebenen Wörter einer Mehrwortbenennung bilden allerdings eine syntaktische Einheit. Die jeweiligen Einzelwörter können wiederum Komposita sein. Beispiele für Mehrwortbenennungen sind: Gaußsche Glockenkurve, torque converter und roulement à aiguilles. Oder auch: abgesetzter Linsensenkkopf, nackte Elektrode, Scheibe mit Vierkantloch, Aufstecksechskant mit Griff.

## Bedeutung der Mehrwortbenennungen
In der deutschen Sprache gilt insbesondere die Bildung zusammengesetzter Benennungen (Komposita) als bedeutsam, es besteht aber auch die Möglichkeit Mehrwortbenennungen zu bilden. Im Englischen, Französischen und Spanischen werden ebenfalls Zusammensetzungen gebildet, allerdings überwiegt in diesen Sprachen die Mehrwortbenennung. Die Abgrenzung gilt in der englischen Sprache als schwierig, da dort Zusammenschreibung, Verbindung mit Bindestrich und Getrenntschreibung häufig willkürlich erfolgen (z. B. termbank, term-bank, term bank).
Im Deutschen spielten und spielen Mehrwortbenennungen insbesondere im Bereich „Speisen und Getränke“ eine große Rolle (gelbe Rüben, gebrannte Mandeln, Frankfurter Würstchen, Schwarzwälder Kirschtorte, Handkäse mit Musik u. v. a.). Sprachwissenschaftliche Untersuchungen legen nahe, dass ein vermehrtes Auftreten in Fachsprachen dann zu erkennen ist, wenn es gilt eine schnelle fachliche Differenzierung zu bewältigen. Bei Fächern, in denen gerade intensive Weiterentwicklungen stattfinden. Vor diesem Hintergrund wurde beobachtet, dass Mehrwortbenennungen im Deutschen in den letzten Jahrzehnten (wieder) an Bedeutung gewonnen haben.